# Michael Tritter
Detective Michael Tritter is een terugkerend personage in de medische dramaserie House, gespeeld door David Morse. Hij is de belangrijkste antagonist van het derde seizoen, dat liep tussen 2006 en 2007.

## Creatie
Het personage is gemaakt als iemand die een strijd aan kon gaan met House. Morse, die de show nog nooit eerder had gezien, wist niet zeker of hij het personage kon uitbeelden en was niet onder de indruk nadat hij zich vertrouwd had gemaakt met de show. De opgewonden reactie van zijn vrienden op de kans overtuigde hem om de rol op zich te nemen.

## Receptie
De eerste reacties op het personage waren overwegend positief, maar critici waren later van mening dat het Tritter-verhaal van zeven afleveringen "saai" werd; Morse werd echter geprezen om zijn rol en kreeg een Emmy Award-nominatie voor Outstanding Guest Actor in a Drama Series voor zijn optreden in de aflevering "Finding Judas". Morse verklaarde in een TV Guide-interview uit 2006 dat, hoewel hij het had besproken met de schrijvers van de show, het terugbrengen van het personage in de show "praktisch onmogelijk" zou zijn.